# Loued Lakhdar
Louad Lakhdar  (in arabo الواد لخضر‎?) è un centro abitato e comune rurale del Marocco situato nella provincia di El Kelâat Es-Sraghna, regione di Marrakech-Safi. Conta una popolazione di 9 303 abitanti (censimento 2014).